# 두너우이바로시구

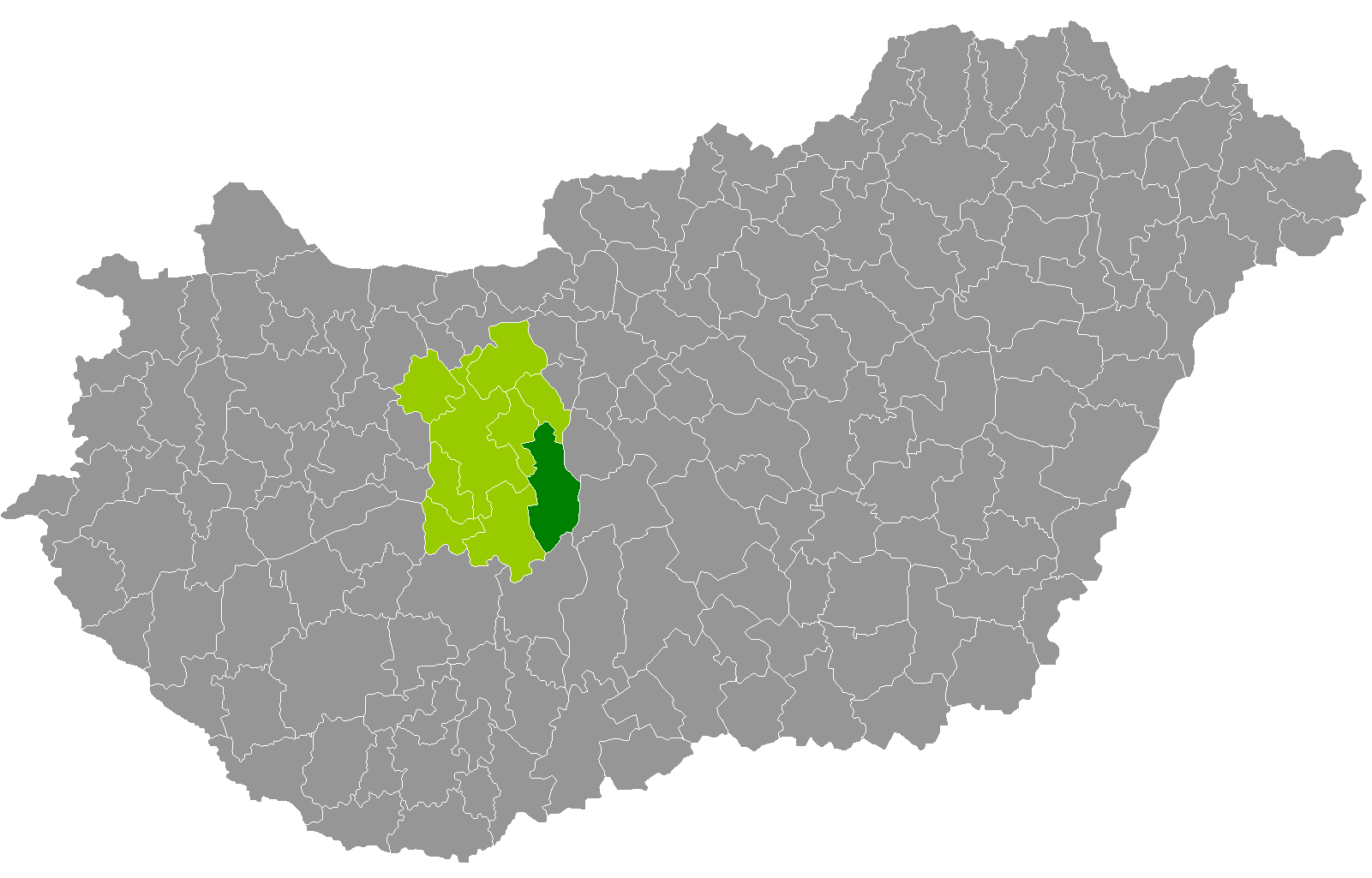
페예르주 지도에 표시된 두너우이바로시구의 위치

두너우이바로시구(헝가리어: Dunaújvárosi járás)는 헝가리 페예르주에 위치한 구로 구청 소재지는 두너우이바로시이며 면적은 650.05km2, 인구는 94,414명(2011년 기준), 인구 밀도는 145명/km2이다.
북동쪽으로는 머르톤바샤르구, 동쪽으로는 페슈트주 라츠케베구, 바치키슈쿤주 쿤센트미클로시구, 남쪽으로는 톨너주 퍽시구, 서쪽으로는 샤르보가르드구, 세케슈페헤르바르구, 가르도니구와 접한다. 16개 지방 자치체(1개 도시주, 3개 시, 12개 마을)를 관할한다.

구 문장